# Hershey's
Pour les articles homonymes, voir Hershey.
Hershey's (The Hershey Company) est une entreprise agro-alimentaire américaine spécialisée dans la fabrication de confiseries. Outre ses propres recettes, elle fabrique pour le compte de Nestlé certaines marques destinées au marché nord-américain, telles que Kit Kat, Rolo ou Smarties. L'entreprise possède une filiale qui produit les réglisses Twizzlers, la Y&S Candies Inc., qu'elle a achetée en 1977.

## Histoire

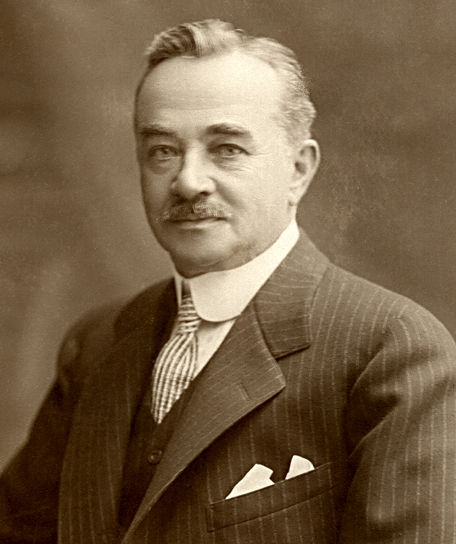
Milton S. Hershey

Elle a été fondée en 1894 par Milton S. Hershey.
En 1907, la société introduit sur le marché Hershey's kiss.
En 2002, Hershey est l'objet d'une offre d'acquisition de Wrigley pour 12 milliards de dollars, offre qui est directement rejetée par Hershey,. 
En juin 2016, Hershey annonce rejeter une offre d'acquisition de la part de Mondelez International d'environ 23 milliards de dollars. Mondelez renonce à l'opération en août 2016.
En décembre 2017, Hershey annonce l'acquisition pour 921 millions de dollars d'Amplify Snack Brands, une entreprise américaine spécialisée dans les snacks salées et qui détient notamment depuis 2016 la marque de chips Tyrells.
En septembre 2018, Hershey annonce l'acquisition de Pirate Brands à B&G Foods pour 420 millions de dollars.
En novembre 2021, Hershey's annonce l'acquisition de Dot's Pretzels et de  Pretzel, deux entreprises spécialisées dans le bretzel, pour un total de 1,2 milliard de dollars.

## Mises en cause et controverses
En 2015, le groupe Hershey's a été attaqué en justice aux États-Unis à la suite de la révélation de faits de travail des enfants et l'esclavage dans les plantations de cacao. En 2019, Hershey's annonce qu'il ne peut pas garantir que ses produits chocolatés sont exempts de travail d'enfants esclaves car la traçabilité n'est assurée que sur environ 50% de ses achats. Le Washington Post souligne que l'engagement de mettre fin en 4 ans à l'esclavage des enfants dans la filière du chocolat, pris en 2001 sous la pression du Congrès des États-Unis, n'est toujours pas tenu en 2005, ni lors des échéances successives de 2008 et 2010, et qu'il ne le sera pas non plus en 2020.
Au quatrième trimestre 2020, le groupe Hershey's aurait acheté ses fèves de cacao sur le marché à terme de New York pour contourner la taxe de 400 US$ que l'ensemble des acteurs de cacao s'était engagé à payer aux pays producteurs, Côte d'Ivoire et Ghana, pour assurer un revenu décent aux producteurs. En représailles, ces deux pays ont retiré le label « certification de cacao durable ». Finalement, le 4 décembre 2020, le label leur a été de nouveau attribué, le groupe Hershey's s'étant engagé à payer la taxe  .